# Saarijärvi (sjö i Saarijärvi, Mellersta Finland)
Saarijärvi är en sjö i kommunen Saarijärvi i landskapet Mellersta Finland i Finland. Sjön ligger 117,4 meter över havet. Den är 24,6 meter djup. Arean är 14,15 kvadratkilometer och strandlinjen är 53,99 kilometer lång. Sjön  ingår i Kymmene älvs huvudavrinningsområde.   Den ligger omkring 55 kilometer nordväst om Jyväskylä och omkring 280 kilometer norr om Helsingfors. 
I sjön finns bland andra öarna Elosaari (87 ha), Karhisaari (7,7 ha), Lintusaari (1,4 ha) och Iisunsaari (1,4 ha). 
Öster om Saarijärvi ligger tätorten Saarijärvi med Saarijärvi kyrka. Sydväst om Saarijärvi ligger Mahlunjärvi. 